# Illidiance
Illidiance je ruski sajber metal bend koji je osnovan 2005. godine. Osnovao ga je gitarista Dmitrij Škurin. 

## Biografija
Illidiance su do sada objavili 3 studijska albuma. Prvi album pod imenom „Insane Mytheries To Demise“, objavljen 2006. godine, bio je u stilu modernog blek metala. Već kod drugog albuma stil je ponovo promenjen. „Nexaeon“ je objavljen 2008. godine i okarakterisan je kao tehnički blek metal album sa elementima elektronike, odnosno sajber metala. 2009. godine bend izdaje EP pod nazivom „Synthetic Breed“, na kome se potpuno preusmerava ka sajber metalu. Treći studijski album pod nazivom „Damage Theory“ objavljen je 2010. godine i na ovom albumu bend nastavlja svoj sajber metal stil. Muzika poprima elemente melodičnog det metala uz tekstove inspirisane haj-tek svetom. Nakon ovog albuma, Illidiance postaje najpoznatiji ruski sajber metal bend, kao i jedan od najpoznatijih bendova tog žanra u svetu. Bend je do sada nastupao na mnogobrojnim festivalima deleći binu sa nekim od najpoznatijih svetskih bendova, kao što su Deathstars, Sonic Syndicate, Grave Digger i Rotting Christ.

## Članovi
- Artem Škurin (Syrex) - Vokal (klin i skrim)
- Dmitri Škurin (Xyrohn) - Vokal (skrim), gitara, osnivač
- Slay (The Hybrid) - Bas gitara
- Anton Brežnev (Cyclone) - Bubnjevi
- DreadOff - DJ

### Bivši članovi
- Konstantin Kalkatinov - Bubnjevi
- Evgenij Nesterov (Neutrino) - Bas gitara
- Azaronth — Bas gitara, vokal
- Deigorn - Bubnjevi
- Magnum - Bas gitara
- X-tilArise - Vokal, bas gitara
- Saronth - Bubnjevi
- QwereZagMoon - Bas gitara
- Oleg Grinenkov (Razor) - Bas gitara
- Evgeni Rudenko (Jason) - Bas gitara
- Ilija Valentajn (Ilay Cain) - Bas Gitara
- Egor (Nemesis) - Klavijature
- Mihail Sokor (Sockor) - Bubnjevi
- Sergej Aleksev (Infinity) - Gitara
- Valentin Mjasnikov (V.Ripper) - DJ

## Diskografija
- Withering Razors (EP) - 2005
- Insane Mystheries To Demise 2006
- Nexaeon - 2008
- Synthetic Breed (EP) - 2009
- Damage Theory - 2010
- Deformity (EP) - 2013

## Videofrafija
- New Millenium Crushers - 2010 (Muzički video)
- Boiling Point - 2014 (Muzički video)